# 미디어제국주의
미디어제국주의(Media Imperialism)는 제국주의보다 세분화된 제도와 메카니즘을 검토하려는 것으로 문화제국주의의 하위개념으로 사용되고 있다. 미디어 제국주의는 ' 한 국가의 미디어 소유권이나 구조, 그 보급 및 내용 등이 타국의 미디어의 이해에 의해 상당한 외부적 압력에 종속되는 과정. (Boyd-Barrett 1977) 즉, 현대 커뮤니케이션 미디어가 전 세계적인 규모에서 지배 및 종속체계를 유지하고 팽창 시키기 위해 작동하는 과정(Fejes, 1981)을 일컫는다.

## 역사
정보화시대에 들어서면서 문화적제국주의의 도구가 정보로써 등장했다. 선진국의 미디어재벌들이 국제적 정보를 장악하고, 미디어식민지를 확장하여 세계 여론을 조작하기에 이른다. 대표적으로 루퍼트 머독이 소유하고 있는 폭스 방송 뉴스는 정치적으로 편향된 보도로 이라크 전쟁이 있다. 사례로 폭스뉴스 진행자들의 앵커멘트와 함께 전쟁회의론에도 불구 여론과 동떨어지게 리포트한 보도가 있다.

## 문제점
선진국의 편향된 가치관을 갖게되고, 후진국들은 정보격차로 인해 문화적으로 취약하게 된다.

## 같이 보기
- 언론